# Amédée Bonnet

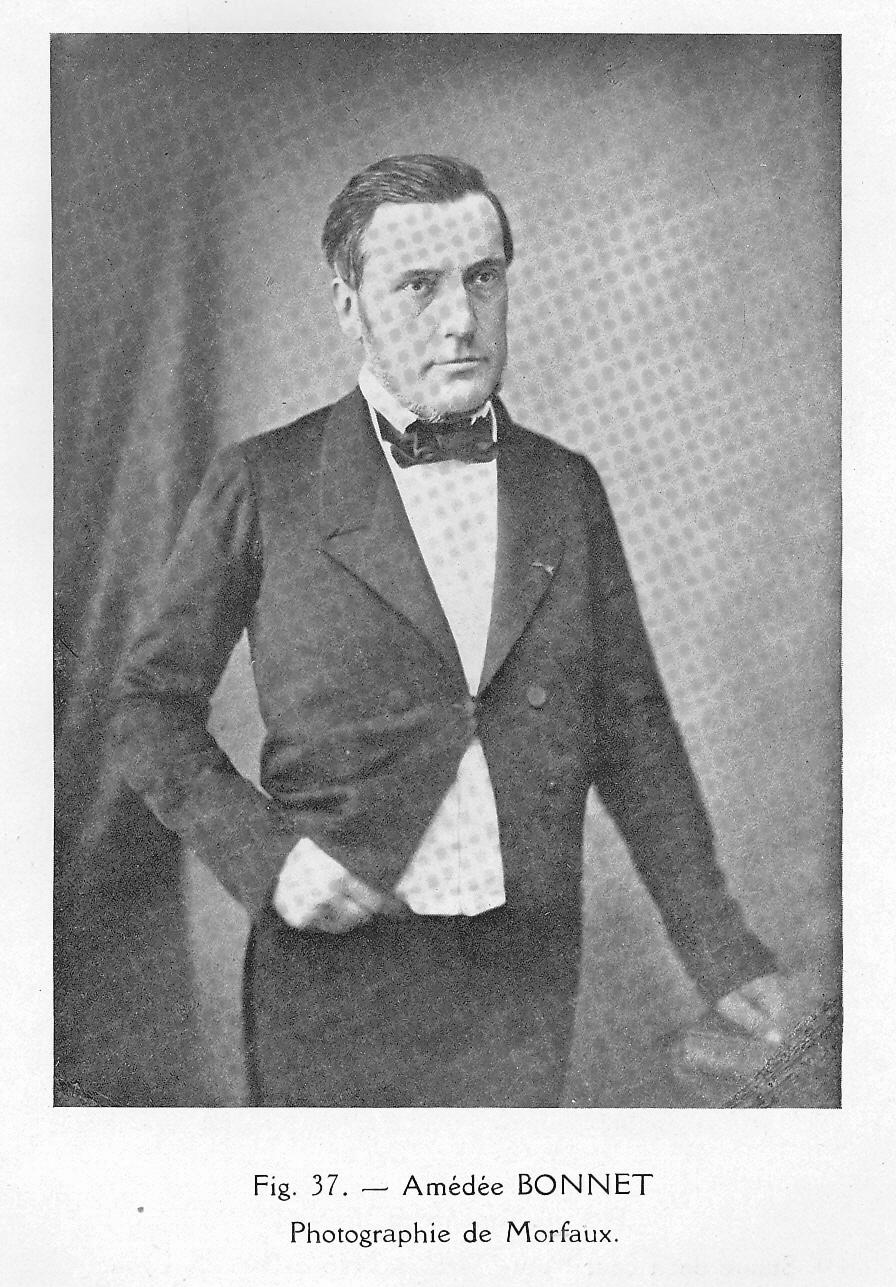
Amédée Bonnet

Amédée Bonnet (* 19. März 1809 in Ambérieu-en-Bugey, Département Ain; † 1. Dezember 1858 in Lyon) war ein französischer Chirurg. Bonnet gilt als einer der Pioniere der orthopädischen Chirurgie.

## Leben und Arbeitsgebiete

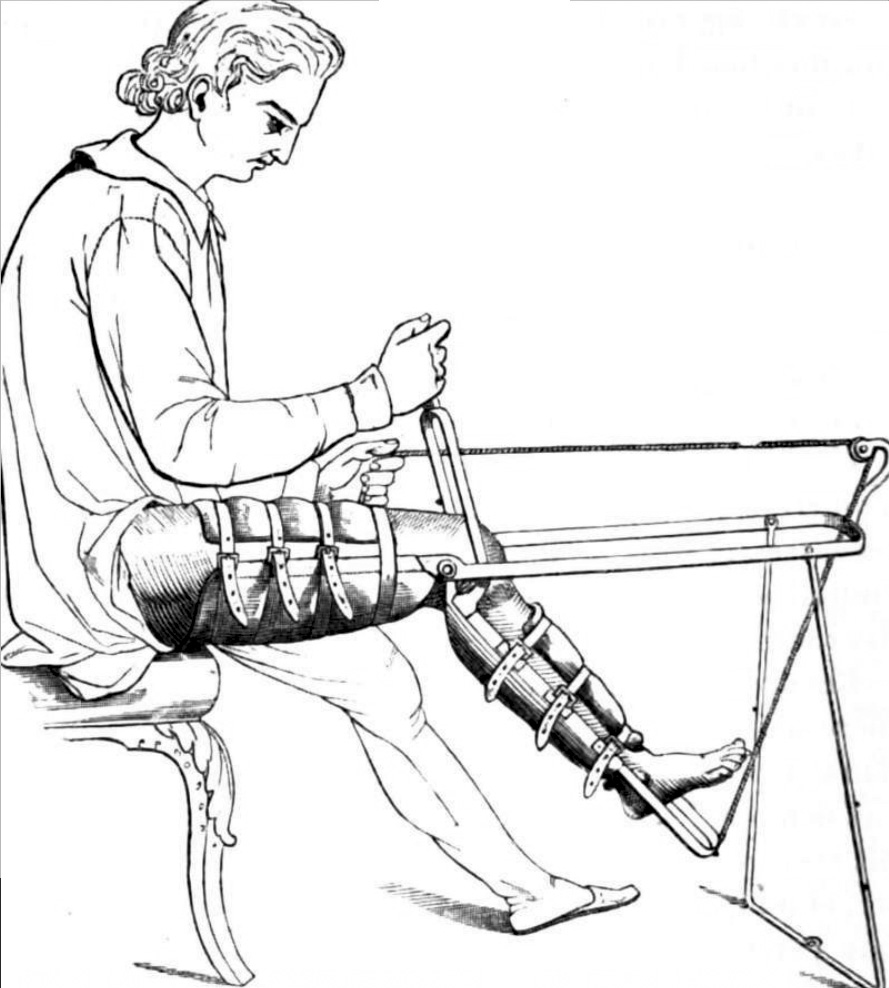
Gerät nach Amédée Bonnet zur aktiven und passiven Bewegung des Knies

Bonnet ging in Belley zur Schule. Danach zog er nach Lyon, wo er 1825 seinen Bachelor of Arts (B.A.) (Baccalauréat en arts) und ein Jahr später seinen Bachelor of Science (B.Sc.) (Baccalauréat en sciences) machte. Danach wandte er sich dem Studium der Medizin in Paris zu. Am 18. August 1832 wurde er über das Thema Recherches sur quelques points de physiologie et de pathologie, tels que la surdité, les luxations, le mouvement des cotes, le siège des rhumatismes promoviert. Im Mai 1833 wurde er Chirurg am Hôtel-Dieu de Lyon, dem größten Krankenhaus Lyons. Am 1. Januar 1838 wurde Bonnet Stabsarzt und zugleich Professor für Chirurgie. 1843 beendete er den Militärdienst und blieb Professor in Lyon. 1858 wurde er zum korrespondierenden Mitglied der Académie des sciences gewählt.
Bonnet befasst sich vor allem mit Gelenkversteifungen (Ankylosen). Als erster Chirurg untersuchte er systematisch an Leichen Risse der Seitenbänder, die er 1845 unter dem Titel »Traité des maladies des articulations« veröffentlichte. In Deutschland wurde die 1300 Seiten umfassende Monographie 1851 unter dem Titel Zur Behandlung von Gelenkerkrankungen veröffentlicht. Mit seinem Werk legte Bonnet den Grundstein zur modernen Kniechirurgie.
In seinem 1853 veröffentlichten Buch Traité de thérapeutique des maladies articulaires schrieb Bonnet, dass eine zu lange Ruhigstellung des betroffenen Knies sich negativ auf die Heilung auswirke. Gegen die knorpelschädigende Wirkung einer Immobilisierung entwickelte er erste Geräte zur aktiven Bewegung. In seinen Ausführungen zur Behandlung akuter Verletzungen war er der damaligen Zeit weit voraus. Bonnet schlug beispielsweise kalte Packungen zur Erstversorgung der Verletzung und eine baldige leichte Bewegung vor. Im gleichen Buch beschreibt Bonnet erstmals eine Orthese. Diese hatte zwei Scharnieren für Patienten mit Riss des vorderen Kreuzbandes.
1845 erfand Bonnet den Drahtverband. Die Enukleation des Augapfels (Enucleatio bulbi) geht ebenfalls auf Bonnet zurück. Zuvor wurde die gesamte Augenhöhle ausgeräumt.